# Chiesa della Beata Vergine del Soccorso (Rovigo)
La chiesa della Beata Vergine del Soccorso, detta  La Rotonda, è un edificio religioso situato a Rovigo, peculiare per la sua forma architettonica a pianta ottagonale e per gli eventi storico-religiosi legati all'evoluzione socioculturale della città.

## Storia
Uno dei maggiori monumenti di Rovigo è il tempio, o chiesa, della Beata Vergine del Soccorso più comunemente conosciuta come la Rotonda a causa della sua pianta ottagonale. La chiesa risale agli anni tra il XVI e il XVII secolo ed è nata con lo scopo di conservare l'immagine della Madonna col Bambino, fortemente venerata dai rodigini, che era affrescata in un oratorio intitolato a santa Maria alle Mura costruito lungo la recinzione dell'orto del convento del frati minori conventuali di san Francesco. I frati risiedevano negli edifici, ora scomparsi, attigui alle vicine chiesa dei Santi Francesco e Giustina e oratorio della Beata Vergine della Concezione detta chiesa del Cristo (o della Croce).
In realtà non è ben chiaro il motivo di questa profonda devozione della comunità cittadina nei confronti della Vergine, devozione così forte da far trasferire l'immagine della Madonna dal piccolo oratorio dove era stata originariamente collocata a causa dell'impossibilità di quest'ultimo di sopportare un flusso così ingente di fedeli. Nel 1595 il cronista Celio Nicolo, pubblicò un opuscolo nel quale venivano illustrati 115 avvenimenti ritenuti miracolosi e ricondotti alla Madonna del Soccorso, tra essi spicca il salvataggio della città liberata da un assedio proprio il 2 luglio (non è noto di quale anno), giorno in cui viene festeggiata la Visitazione della Beata Vergine Maria a santa Elisabetta. O ancora nella relazione del podestà Alvise Querini del 1609 si allude ad un voto fatto dagli abitanti di Rovigo durante un'epidemia di peste. Nonostante questo alone di mistero, vi sono due fatti documentati. Innanzitutto nel 1591 iniziarono a circolare testimonianze scritte di fedeli che avevano ottenuto delle grazie dopo aver pregato davanti all'immagine di santa Maria delle Mura; successivamente, nel 1594, si constatò un forte afflusso di fedeli nella città di Rovigo, tanto da dar vita al problema dell'approvvigionamento a cui il Consiglio cittadino dovette far fronte.

La costruzione della chiesa fu decisa nel 1594, in pochi mesi ne fu progettata la struttura da parte di Francesco Zamberlan, quello che noi chiameremmo oggi ingegnere capo del Magistero delle acque della Repubblica di Venezia, e il 13 ottobre di quello stesso anno il vescovo della Diocesi di Adria Lorenzo Laureti ne benediceva le prime fondamenta. La comunità cittadina sostenne con ogni mezzo l'edificazione di quest'ultima, tanto da supportarla con donazioni di denaro, ma anche di materiali da costruzione. A causa di questi ingenti sovvenzionamenti, nacque il problema di amministrare le offerte, proprio nel momento in cui si stava discutendo a chi spettasse la competenza della chiesa stessa. Nel 1764, molto tempo dopo, il Senato Veneto affermò definitivamente che la giurisdizione dovesse spettare alla città di Rovigo. Nel 1601 venne costruita la copertura provvisoria, la quale fu terminata due anni dopo ma con scarsi risultati. Pochi mesi dopo la cupola fu oggetto di restauro a causa di alcuni cedimenti strutturali e venne sostituita, nel 1606, da un tetto piramidale. L'altare fu collocato, invece, nel 1607 e l'immagine della Madonna fu posta nella nicchia dell'altare l'8 settembre 1608, mentre il pavimento venne realizzato tra il 1609 e il 1613.

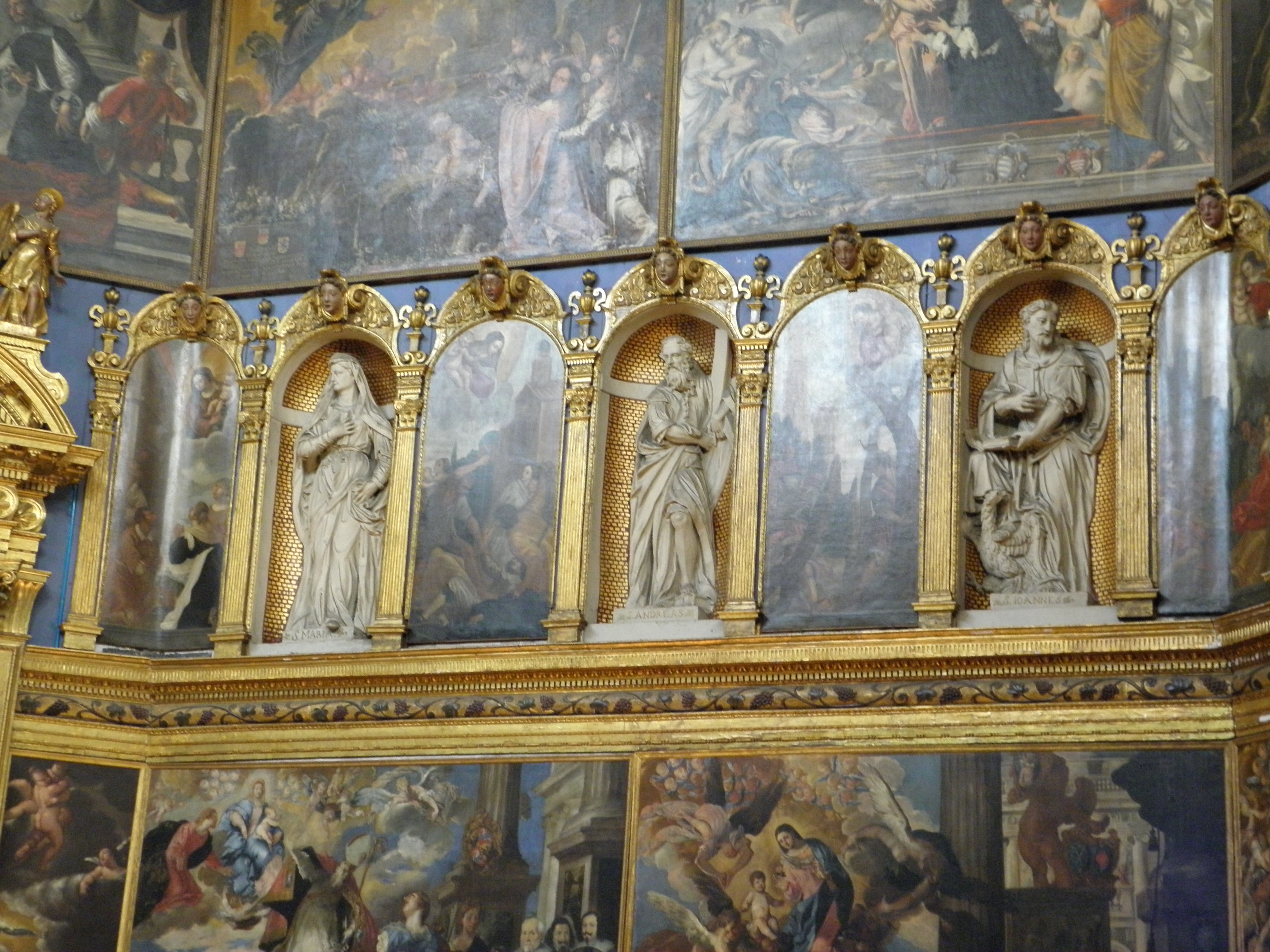
Beata Vergine del Soccorso, interno, statue (Rovigo)

Per quanto riguarda l'interno, la sua organizzazione procedette lentamente e senza seguire un vero e proprio schema. Nel 1621 si ritiene che fu inserito il primo quadro, al quale ne seguì un secondo nel 1622 e un terzo nel '26. Nel 1625, invece, fu rivisto l'assetto dei muri perimetrali e furono scavate venti nicchie a metà altezza dei muri stessi per potervi inserire altrettante statue.
La fascia mediana fu arricchita, circa dieci anni dopo, da una ventina di quadri collocati tra le nicchie, mentre le cornici centinate furono eseguite subito dopo. Nel 1644 fu avviata la decorazione della chiesa come la si vede oggi, anche se in realtà non vi è un ordine tra le vicende rappresentate. Essa fu terminata nel 1684. Nel frattempo era stato dato il via alla costruzione del campanile, progettato da Baldassarre Longhena, ma due anni dopo l'inizio, nel 1657, i lavori furono interrotti e procedettero a rilento a causa di continue interruzioni (dovute anche all'alluvione dell'Adige, emergenza alla quale la fabbriceria della chiesa diede il proprio contributo con 500 ducati), fino al 1768 anno in cui ripresero definitivamente tanto da completare la torre cinque anni dopo, nel 1773.
La cupoletta fu terminata l'anno dopo. Inoltre a partire dal 1719, anno in cui venne murata una lapide in onore di Camillo Silvestri sotto il portico della Rotonda, e più frequentemente a partire dal XIX secolo, i muri della chiesa saranno arricchiti da marmi, reperti archeologici e lapidi a rischio. Nonostante la maestosità e la bellezza che la chiesa ha oggi, essa, in realtà, non è stata progettata e fabbricata con un'attenzione particolare. Ciò è testimoniato dalle continue migliorie e ristrutturazioni a cui la chiesa è stata soggetta. Alcune realizzazioni successive sono state il cornicione del tamburo centrale e le vetrate a lastre piane, inoltre venne rifatto il soffitto Il soffitto crollò a causa delle vibrazioni provocate dall'esplosione dei quattro forti che difendevano la città ad opera degli Austriaci che, nel 1866, furono costretti ad andar via dal Polesine. e al termine della dominazione austriaca fu avviato un piano di ampliamento dello spazio attorno alla Rotonda.
Nel 1860 fu, infatti, demolito l'ex convento delle Francescane che si trovava vicino al campanile e se ne ricavò l'attuale piazzale del Soccorso. Mentre nel 1864 fu creata la piazza XX Settembre ampliando la strada presente all'interno delle mura. Tale piazza a pianta rettangolare, ristrutturata all'inizio degli anni duemiladieci, valorizza la chiesa anche se, contrariamente a quanto si può pensare, la facciata rivolta alla piazza non è quella principale. Una volta entrati, infatti, si trova l'altare alla propria destra, confermando che l'entrata principale è in realtà quella che si trova alla fine della laterale via "IV Novembre".
Infine, avendo constatato che il passaggio tra le due piazze era ostacolato dalla rampa di accesso, essa fu sostituita da una gradinata. Un ulteriore restauro delle parti principali della chiesa avvenne dopo la seconda inondazione dell'Adige del 1882 e tra il 1956 e il 1966 l'edificio e le opere al suo interno ebbero nuova vita attraverso un restauro realizzato con tecniche e criteri attuali. In tempi recenti, all'inizio del nostro secolo, la chiesa è stata oggetto di un restauro conservativo, finanziato dalla Fondazione Cassa di Risparmio di Padova e Rovigo.

## Descrizione

### Interno
Gli interni sono sicuramente la parte più affascinante dell'edificio. Cuore e fulcro della liturgia, l'altare di legno della Rotonda venne scolpito da Giovanni Caracchio e posto nella chiesa nel 1607, anche se secondo alcune fonti il disegno originale apparteneva a Francesco Zamberlan. Ad ogni modo il vero problema che si presentò sin da subito all'autore fu la valorizzazione della piccola immagine della Madonna del Soccorso in una chiesa le cui dimensioni a confronto erano gigantesche. La soluzione fu quella di far sorreggere il dipinto da un insieme di angeli, circondanti quest'ultimo, alla presenza del Creatore benedicente che sormonta l'intera scena. 

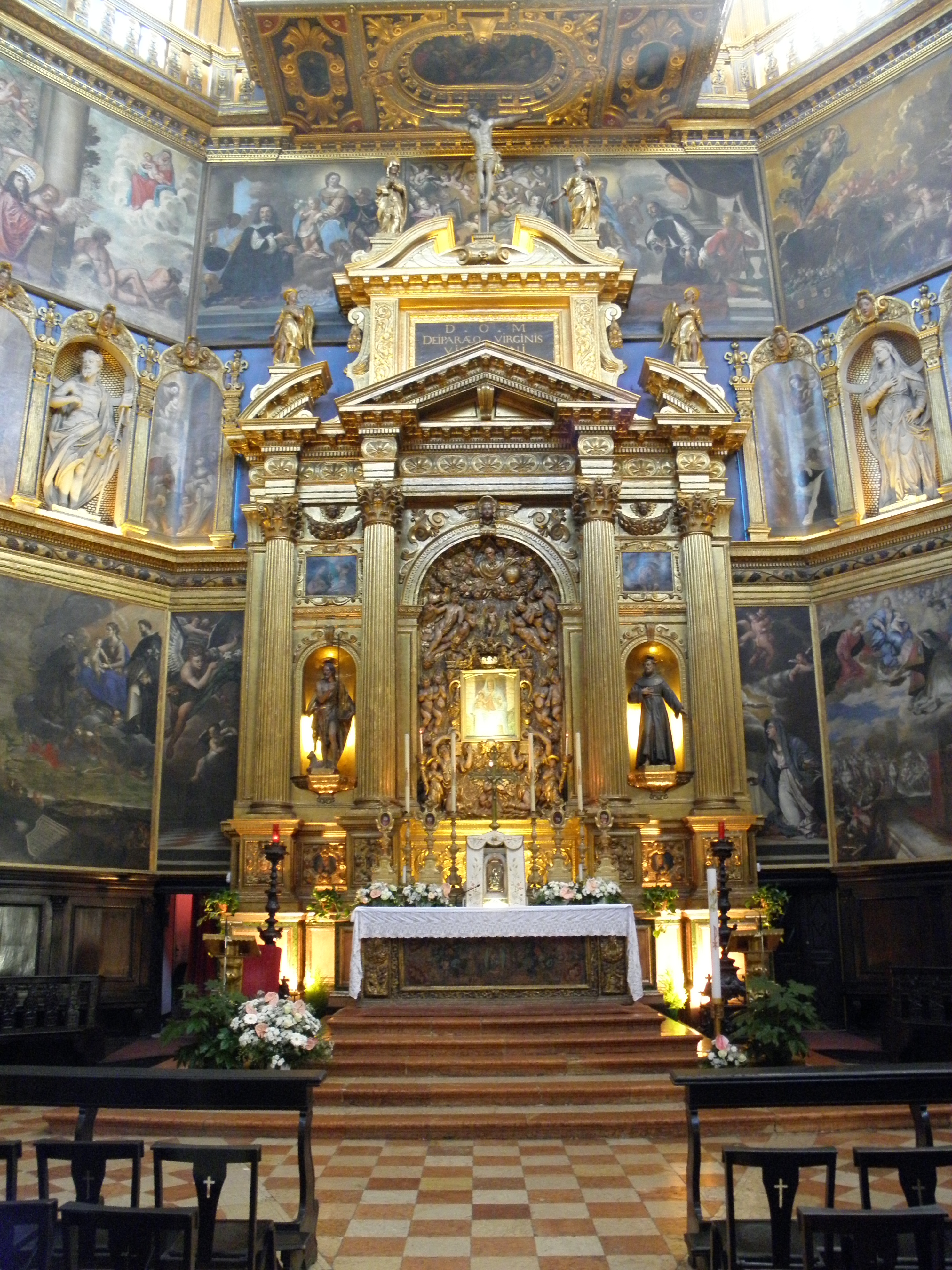
Chiesa della Beata Vergine del Soccorso, altare maggiore (Rovigo)

In realtà, però, la struttura decorativa è ancora più ampia, essa è costituita da un grande podio in cui è inserito l'altare e dal podio prendono vita quattro colonne corinzie che sorreggono una trabeazione terminante con un piccolo frontone triangolare che enfatizza la parte centrale in cui è inserita l'immagine della Madonna. Sopra la trabeazione vi è un attico con una targa che ricorda la consacrazione a Dio e alla Vergine, sopra ancora un frontone curvilineo spezzato e sovrastato dalla scena della Crocifissione. Ai lati della parte centrale, inserite in due nicchie, vi sono le statue di legno di san Giovanni Battista e san Francesco d'Assisi, sopra di esse due tele ritraenti l'Annunciazione e la Nascita della Madonna. L'intera struttura architettonica è sormontata da un baldacchino a sbalzo decorato.
Un'ulteriore sfida affrontata dall'autore dell'altare riguardò la valorizzazione di quest'ultimo in una chiesa avente una pianta inusuale, ossia ottagonale. Essendo l'altare l'elemento principale, esso doveva attirare l'attenzione dei fedeli e tale scopo fu raggiunto proprio grazie alla preziosità della grande struttura dorata in cui l'altare è inserito. L'immagine della Madonna del Soccorso, proveniente dall'oratorio di Santa Maria alle Mura, riprende l'iconografia della Madonna in maestà, la Vergine è raffigurata frontalmente, è seduta in trono, con il Bambino benedicente sulle ginocchia al quale consegna una rosa che simboleggia la città di Rovigo, la cui etimologia viene attribuita al lemma in greco antico ῥόδον.

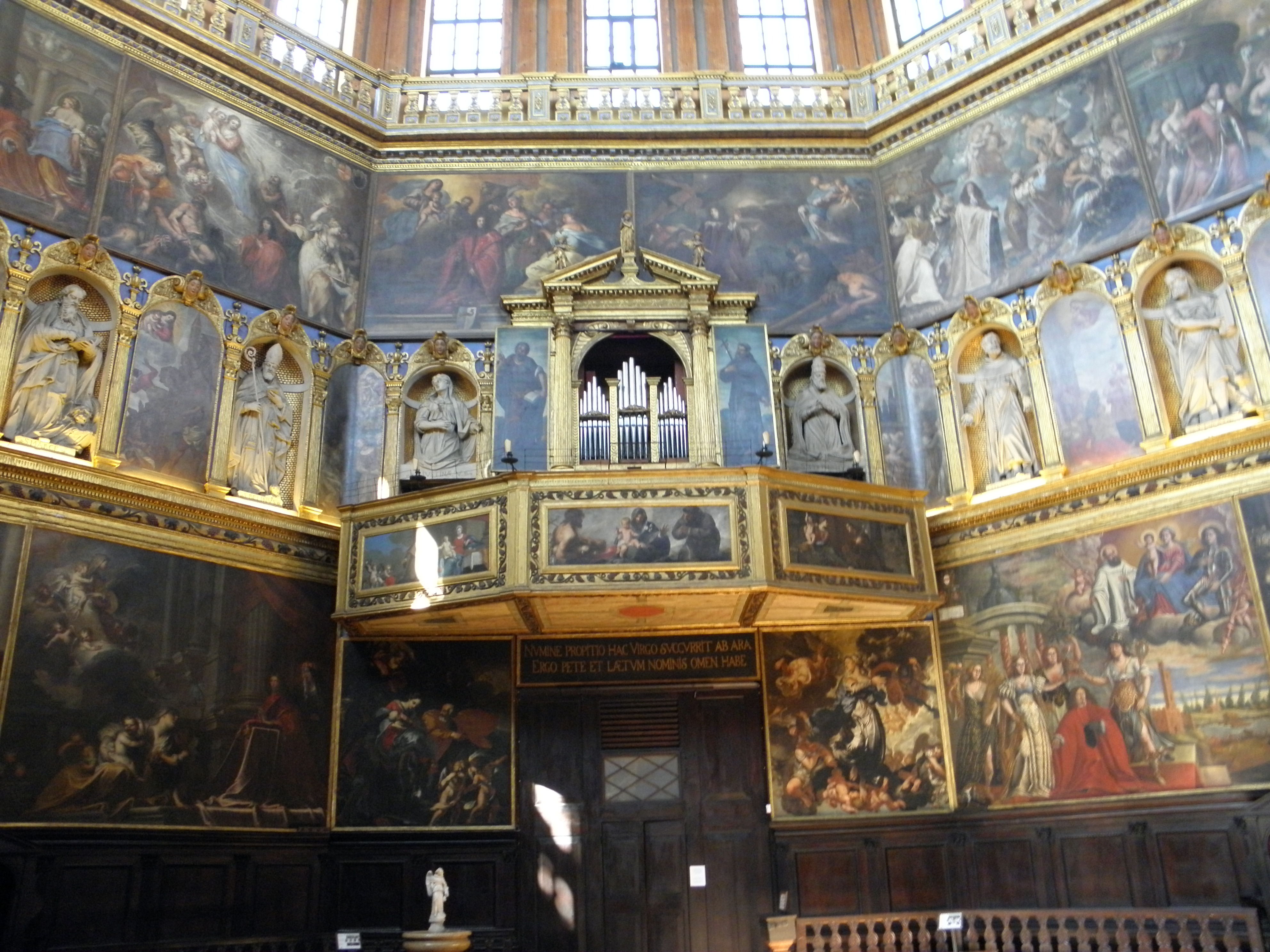
Chiesa della Beata Vergine del Soccorso, cantoria ed organo (Rovigo)

L'organo venne posizionato nel 1767 e fu costruito da Gaetano Callido. 
È molto probabile che la chiesa fosse dotata di un organo sin dal principio, infatti la cantoria e la cassa dove sono contenute le canne risalgono all'inizio del XVII secolo. Nel 1767 furono costruite le nuove canne, i mantici e tutta la meccanica sonora callidiana. Il legno sembra essere stato lavorato da Giovanni Caracchio, vista l'affinità con l'altare, e il frontone spezzato che sovrasta la cassa presenta al centro la statua della Madonna con ai lati due angeli. Le portelle della cassa furono dipinte nel 1615 da Giovanni Battista Novelli e presentano all'esterno le figure dell'Immacolata e di Sant'Agnese e all'interno quelle di san Marco e san Francesco d'Assisi. Infine, il parapetto della cantoria è decorato con pitture su tela celebrative dell'ordine francescano: al centro vi è la Madonna col Bambino tra i santi Giovanni Battista e Francesco d'Assisi, a sinistra vi sono la Madonna col Bambino e san Bonaventura da Bagnoregio e a destra la Madonna col Bambino e sant'Antonio da Padova.

### Sacrestia
Alle spalle della parete alla quale è appoggiato l'altare è presente la sacrestia, caratterizzata da più opere differenti tra loro.
Non a caso un'opera imponente e di grandi dimensioni è l'armadio per la custodia degli arredi sacri. Quest'ultimo nel complesso conserva la famosa tradizione tardo-rinascimentale, anche se nella decorazione superiore il gioco delle linee curve e quelle spezzate salta immediatamente all'occhio.
La parte centrale è invece definita da una rigida e allo stesso tempo gradevole riproduzione della Beata Vergine del Soccorso, mentre sulla parete opposta si trova una scultura raffigurante la Madonna col Bambino e San Giovannino; scultura che fu portata anni fa nella Rotonda probabilmente per poterla riparare dalle intemperie che indubbiamente costituivano un ostacolo.
Alle due pareti di minor lunghezza della stanza sono appesi due quadri, interessanti in particolar modo perché mostrano come a Rovigo si celebrano pittoricamente i podestà già da molteplici anni.
Sotto il quadro celebrativo di Girolamo Priuli (presente sulla parete nord), il cui autore è Zaccaria Zaninelli, c'è una tavola raffigurante la Madonna col Bambino posizionato in mezzo ai santi Lucia e Girolamo; grazie a questa immagini si ha modo di notare come, anche quando la produzione artistica era fornita da botteghe ben organizzate, le differenze di qualità risultassero comunque evidenti.
Passando invece alla parete sud, presso la finestra è presente il disegno del campanile, realizzato da Silvestri nel 1752.
Questa rappresentazione probabilmente è una copia del disegno originale del Longhena (perduto) e desta attenzione perché testimonia il forte interesse della famiglia Silvestri verso ciò che modernamente si definisce con "beni culturali". Inoltre in alto rispetto alle due porte che mettono in comunicazione la sacrestia con la chiesa si trovano un piccolo quadro, ove sulla sinistra sono raffigurati i Santi Sebastiano e Rocco, a destra un'Apparizione.
Infine la porticina che si apre nella parete sud porta a una scala di legno, la quale conduce a una stanza molto grande sopra la sacrestia nella quale si trovano arredi liturgici inutilizzati.

### Teleri della fascia inferiore

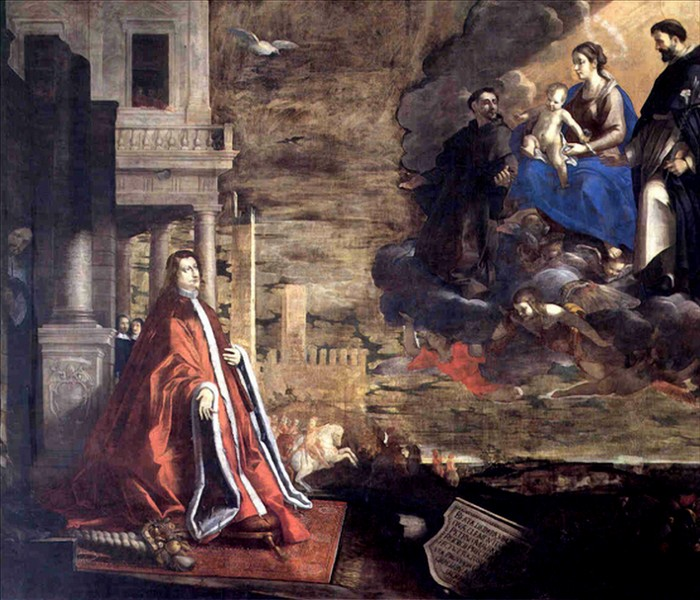
Interno della Chiesa della Beata Vergine del Soccorso: la Glorificazione del podestà Pietro Morosini, opera del bolognese Antonio Randa.

La parte bassa delle pareti è rivestita da ben sedici opere d'arte, tra le quali otto rappresentano episodi della storia di Maria. 
Grazie alle ricerche effettuate dallo storico Franco E. Adami, che ha individuato con certezza i podestà raffigurati, è stato possibile ricostruire l'ordine di collocazione dei dipinti: esso comincia dal lato sinistro dell'altare; in seguito fu collocato un quadro sul lato destro e così di seguito dall'altare verso la porta principale.
Tra i quadri che caratterizzano la fascia inferiore prima citata, più di uno è stata realizzata da Francesco Maffei, come l'Incoronazione della Vergine. Al centro è raffigurata Maria, tra gli angeli; ai lati ci sono il Figlio e il Padre che le stanno ponendo una corona sulla testa; altre figure presenti sono san Giuseppe, un angelo che regge un bastone rivestito di fiori e infine san Giovanni Battista.
Il tema è stato arricchito gradualmente di ulteriori elementi mentre la tendenza realistica che si è verificata durante il periodo barocco ha portato a vedere il Paradiso diverso dalla Terra. Non a caso il mondo ultra-terreno viene rappresentato come uno spazio sopra le nuvole, e allo stesso modo angeli e santi compaiono come simboli della gloria spirituale.
In seguito un'opera, attribuita a Pietro Negri dal critico d'arte Vittorio Sgarbi, con La fuga in Egitto. Il quadro è un evidente esempio di pittura "tenebrosa", qual era di moda a Venezia, ed è ambientato in un luogo caratterizzato da rovine classiche. La figura centrale è una Madonna del Latte (Maria mentre è intenta ad allattare il piccolo Gesù), che viene trainata da un asino condotto da angeli.
Un altro autore che si è soffermato sulle suggestioni della pittura tenebrosa è Pietro Ricchi, autore del dipinto Glorificazione di Bartolomeo Querini. In quest'opera il podestà è in ginocchio (morì a Rovigo nel 1657); al centro vi è la Morte che sta per scagliare il dardo fatale; in alto a sinistra compare la Madonna con in braccio il Bambino.
Ulteriore opera è l'Angelo annunciante (il cui autore ignoto), nella quale il messaggero di Dio entra nella casa della Donna che accetterà di divenire madre del Salvatore.
Un quadro per alcuni aspetti simile, chiamato l'Annunciata (il cui autore ignoto), vede Maria sorpresa dall'arrivo dell'angelo.
Altre undici opere rivestono la fascia inferiore e per una parte di esse al momento, non è stato ancora riconosciuto l'autore.
Il dipinto che inaugurò la serie dedicata ai podestà è la Glorificazione di Pietro Morosini: questo governatore è effigiato mentre rende omaggio all'apparizione celeste della Madonna col Bambino, i quali volano sostenuti da corpose nubi, in un cielo plumbeo. Al di sotto, cavalieri in lontananza si aggirano in una campagna ordinata, frutto della buona amministrazione del podestà. I suoi nobili collaboratori si scorgono sulla sinistra, ma una figura si differenzia dalle altre: è l'autore di questa tela che si autoritrae e, in penombra, è anche l'unico che guarda nella nostra direzione; al di sotto della sua figura si scorge la data 1644 ed il suo nome, Antonio Randa, pittore bolognese già allievo di Guido Reni, che, con questo suo soggiorno rodigino, aprì la via del Veneto agli altri artisti della scuola dei Carracci.

### Teleri della fascia superiore

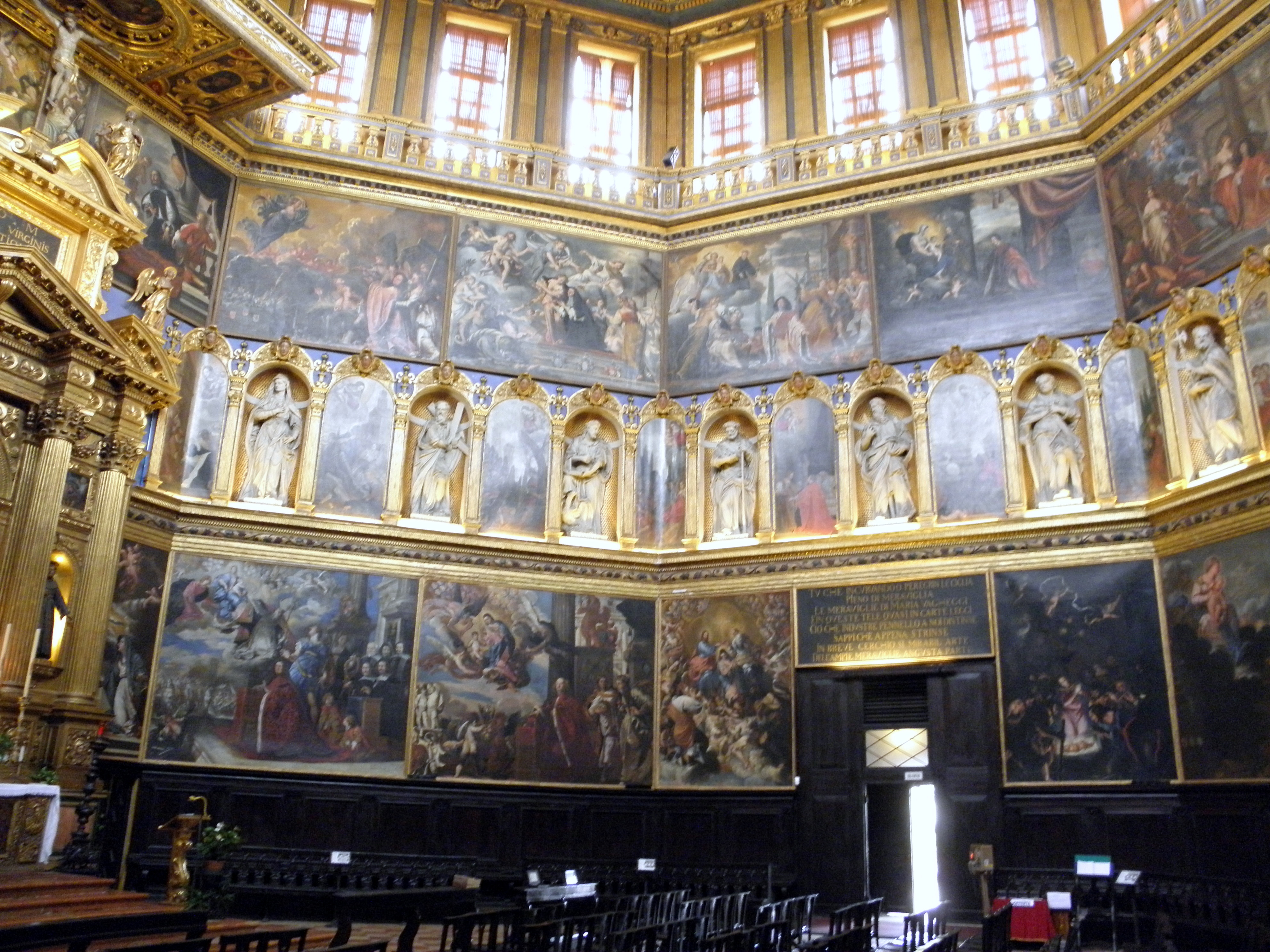
Beata Vergine del Soccorso, interno, parete destra (Rovigo)

Le decorazioni della chiesa della Beata Vergine del Soccorso, sono state portate a termine nell'arco di un intero secolo, con l'intento di perseguire un fine politico-celebrativo. La fascia inferiore e quella superiore sono formate da numerose tele dipinte ad olio. L'utilizzo di grandiose tele ad olio per tappezzare gli interni, a scapito dell'affresco, è certamente di origine lagunare, più confacente con il clima della zona. 
Nello specifico la fascia superiore è composta da 17 tele che celebrano rispettivamente 14 podestà, 2 provveditori della sanità e la Passione di Gesù, che viene celebrata simbolicamente nel quadro ubicato sopra l'altare, purtroppo non pienamente visibile per via di alcuni elementi ornamentali dell'altare stesso.
Nelle tele sono sempre presenti elementi allegorici di stampo barocco, quali la personificazione della città di Rovigo, le figure dei fiumi Adige e Po, le allegorie relative alle virtù cardinali e teologali e molte altre; inoltre i ritratti dei podestà, dei provveditori, sono finalizzati a celebrarne soprattutto la stirpe piuttosto che le caratteristiche individuali. A tal fine è stata posta nel ritrarli molta attenzione agli stemmi, così come ai vestiti indossati, che mostrano senza equivoci la carica ricoperta. Dalle tele dovevano emergere, anche visivamente, i meriti acquisiti da questi illustri personaggi durante il periodo in cui esercitarono il loro potere in Polesine.
Al 1658 risale la collocazione all'interno della chiesa, delle tele celebranti i provveditori della sanità e quella relativa alla Passione di Gesù; successivamente vennero collocate anche le altre tele, man mano che venivano realizzate, e furono poste in questa fascia superiore seguendo lo stesso criterio utilizzato per quella inferiore. Si ritene che la conclusione della decorazione di questa fascia sia avvenuta nel 1684.
Tra le tele che celebrano i podestà si ritrovano la Glorificazione di Giovanni Battista Foscarini dipinto da Giulio Cirielli nel 1678. Come accennato precedentemente questa tela, come le altre, è ricca di figure allegoriche. Si vede il podestà con un abito giallo bordato di pelliccia che in posizione centrale ha il viso rivolto verso l'osservatore ed indica con la mano destra alcuni prodotti della terra.
Dinanzi al podestà si ritrova la personificazione della città di Rovigo, che appare nelle sembianze di una donna, coperta da una veste di colore blu ed un mantello rosso, con il collo cinto da rose bianche, anch'esse simbolo della città. Nella tela compare anche la personificazione del fiume Po, raffigurato come un vecchio dal capo ricoperto di rose, intento a versare dell'acqua da un grande vaso, aiutato da una signora anziana, personificazione della città di Ferrara posta idealmente dall'altro lato del fiume. Le due figure femminili visibili sul lato più esterno della tela, di cui si coglie solo metà del busto, rappresentano le Eliadi, sorelle di Fetonte, che la mitologia ricorda come colui che cadde con il carro del dio Sole nel fiume Po. Contrapposte alle Eliadi, proprio dietro la figura del podestà, si possono osservare le due virtù teologali; la Fede con indosso un abito azzurro ed un copricapo bianco, che porta in spalla una croce e nella mano un calice; e la Sapienza con indosso un abito bianco ed un mantello ocra, che sorregge un libro aperto in una mano, mentre con l'altra indica gli stemmi, al centro dei quali troneggia quello dei Foscarini.
Per finire, in alto si nota la figura della Madonna in abito rosso, immersa tra le nuvole, con in braccio Gesù Bambino che sembra accennare alla figura seminuda e inginocchiata di Giovanni Battista.
Il quadro nel suo complesso è sicuramente in linea con i gusti artistici in voga tra il pubblico veneziano dell'epoca.
Le tele che celebrano i provveditori della sanità sono due. Nella prima compare la Glorificazione di Leonardo Donà delle Rose. Inizialmente la tela fu attribuita al Tinelli, tuttavia dopo un periodo di grandi incertezze nell'attribuzione del dipinto, l'autore è stato riconosciuto nella persona di Giovanni Carboncino, che avrebbe dipinto la tela intorno al 1670. Appare tra le nuvole la figura della Madonna che tiene in braccio Gesù Bambino, vicino alla quale si erge sant'Antonio di Padova che intercede per il provveditore. Dietro la figura di Leonardo Donà delle Rose si scorgono la personificazione della Giustizia, della Carità e della città di Rovigo.
Nella seconda si ritrovano la Glorificazione del provveditore alla sanità Andrea Molin, dipinta da Antonio Triva nel 1658. Il provveditore inginocchiato, con indosso un abito nero e una camicia bianca, è seguito da un servo moro vestito di rosso che sorregge un cappello con la mano. Si nota sempre immersa tra le nubi la figura della Madonna e del Bambino, il quale stringe nelle mani un mazzo di rose che alludono alla città di Rovigo. Accanto alla Vergine vi è san Rocco, protettore contro le pestilenze.

### Teleri della fascia intermedia
Nella fascia intermedia si alternano venti statue e venti quadri. Le statue sono di stucco forte, ma furono dipinte in modo da sembrare di bronzo, cosicché potessero intonarsi meglio con lo sfarzo dell'ambiente circostante. Rappresentano la Madonna, Gesù Cristo, gli Apostoli e i Santi protettori di Rovigo, e sono poggiate su un piedistallo che ne riporta il nome. Pare siano state realizzate da Davide Arrieti, uno scultore di cui si hanno poche notizie, il cui nome però appare nei Registri del Tempio, in relazione ad un pagamento avvenuto nel 1627. 
Sia i quadri che le statue sono posizionati in cornici di legno dipinte in color oro, realizzate dall'intagliatore Francesco Acellino, anch'egli citato nei registi del tempio in relazione ad alcuni pagamenti avvenuti nel 1640, per alcuni lavori svolti, anche se non ben precisati.
I quadri sono tutti rettangolari lunettati e furono realizzati dall'artista Giovanni Battista Pellizzari nel 1639, e illustrano una serie di episodi legati ai miracoli della Madonna del Soccorso che si presume siano avvenuti nella città. Tali eventi miracolosi furono recuperati dai 115 fatti miracolosi narrati da Celio Nicolio. 
Tra questa vasta serie di miracoli si ricorda quello di Giovanni Paolino Buratino, che guarì dopo essere stato investito da un carro mentre giocava; quello di Giovanni della Selva, che guarì dopo essere stato colpito da un fulmine; oppure quello di Ottaviano Contarini, guarito da una grave malattia in seguito al voto della sua consorte.

### Soffitto

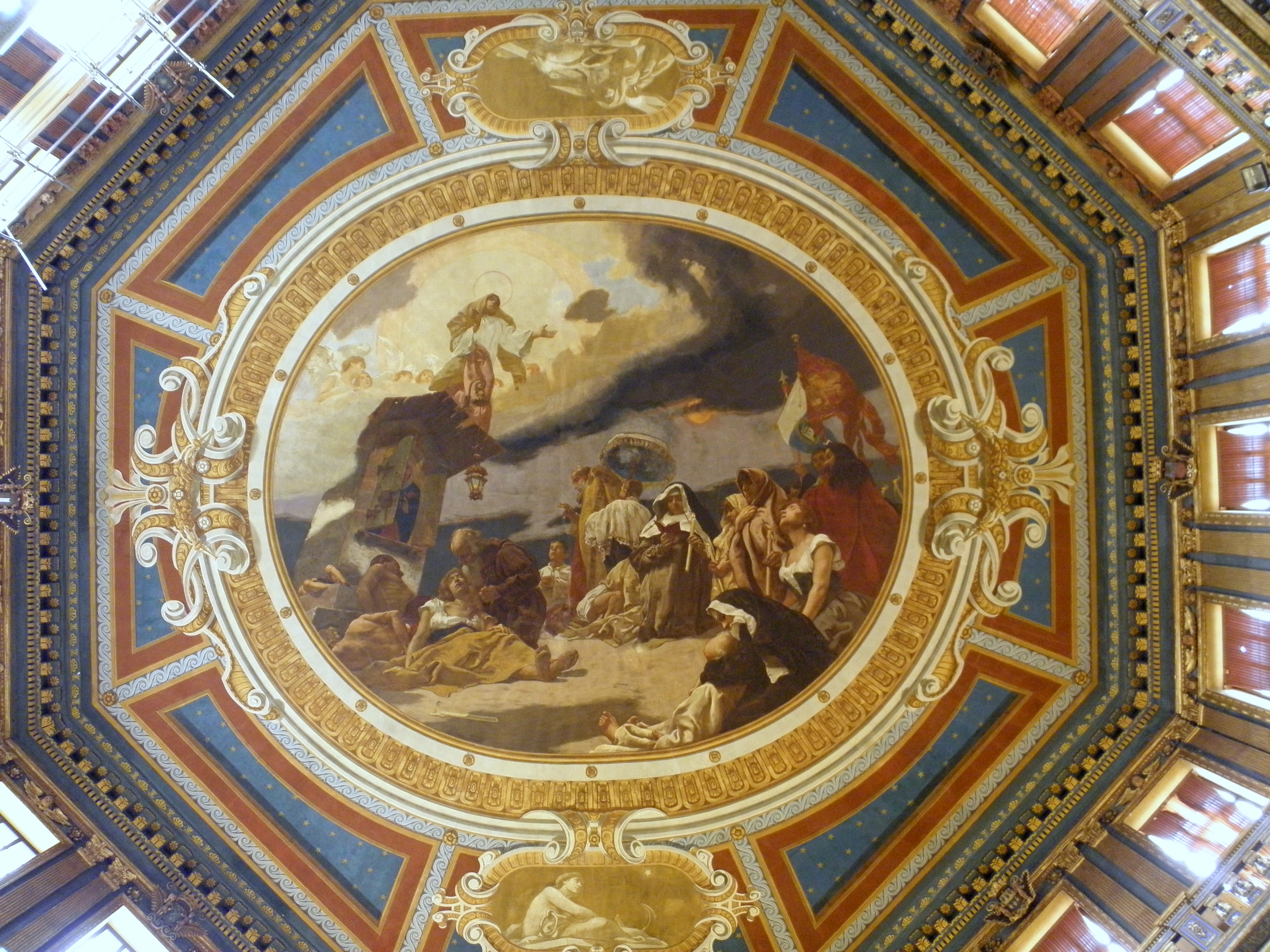
Beata Vergine del Soccorso, interno, soffitto (Rovigo)

Il soffitto subì diverse modifiche nel corso del tempo. Inizialmente vi era rappresentata la "Visitazione di Maria ad Elisabetta", che purtroppo non resse allo scorrere del tempo e si logorò. In un secondo momento il soffitto venne ridipinto, ma anche questa volta non durò a lungo a causa dei bombardamenti austriaci avvenuti nel 1866 durante la terza guerra di indipendenza, che misero a dura prova questa parte della struttura, rovinosamente crollata qualche anno dopo. Si giunge così ad una terza fase che corrisponde alla creazione del soffitto ancora oggi visibile, che fu eseguito da Vittorio Bressanin nel 1887.
L'affresco del soffitto ha una cornice in stile barocco che richiama il legno, all'interno della quale si vedono due ovali incorniciati con il simbolo della Fede e della Luna, ovvero dell'Immacolata Concezione. La scena rappresenta un miracolo della Madonna del Soccorso, la quale fa miracolosamente cessare un'epidemia che aveva colpito la città di Rovigo.
La Madonna appare in alto, sopra un'edicola, con il capo cinto da un'aureola che giunge in soccorso dei malati agonizzanti presenti nella parte bassa dell'affresco; tra questi risaltano la figura di un vecchio uomo che viene assistito da una suora, una donna soccorsa da un anziano signore, e diverse persone inginocchiate che reggono dei ceri accesi nelle mani. Il fatto che la Madonna compaia sola, non accompagnata da Gesù Bambino, sembra confermare che il miracolo sia compiuto da lei in prima persona.
Il risultato artistico nel suo complesso non sembra essere di qualità eccelsa ma piuttosto modesta, tuttavia va riconosciuta l'abile impostazione prospettica e il grande valore ornamentale dell'affresco.
Negli archivi della Rotonda è tuttora presente il bozzetto di questo affresco.

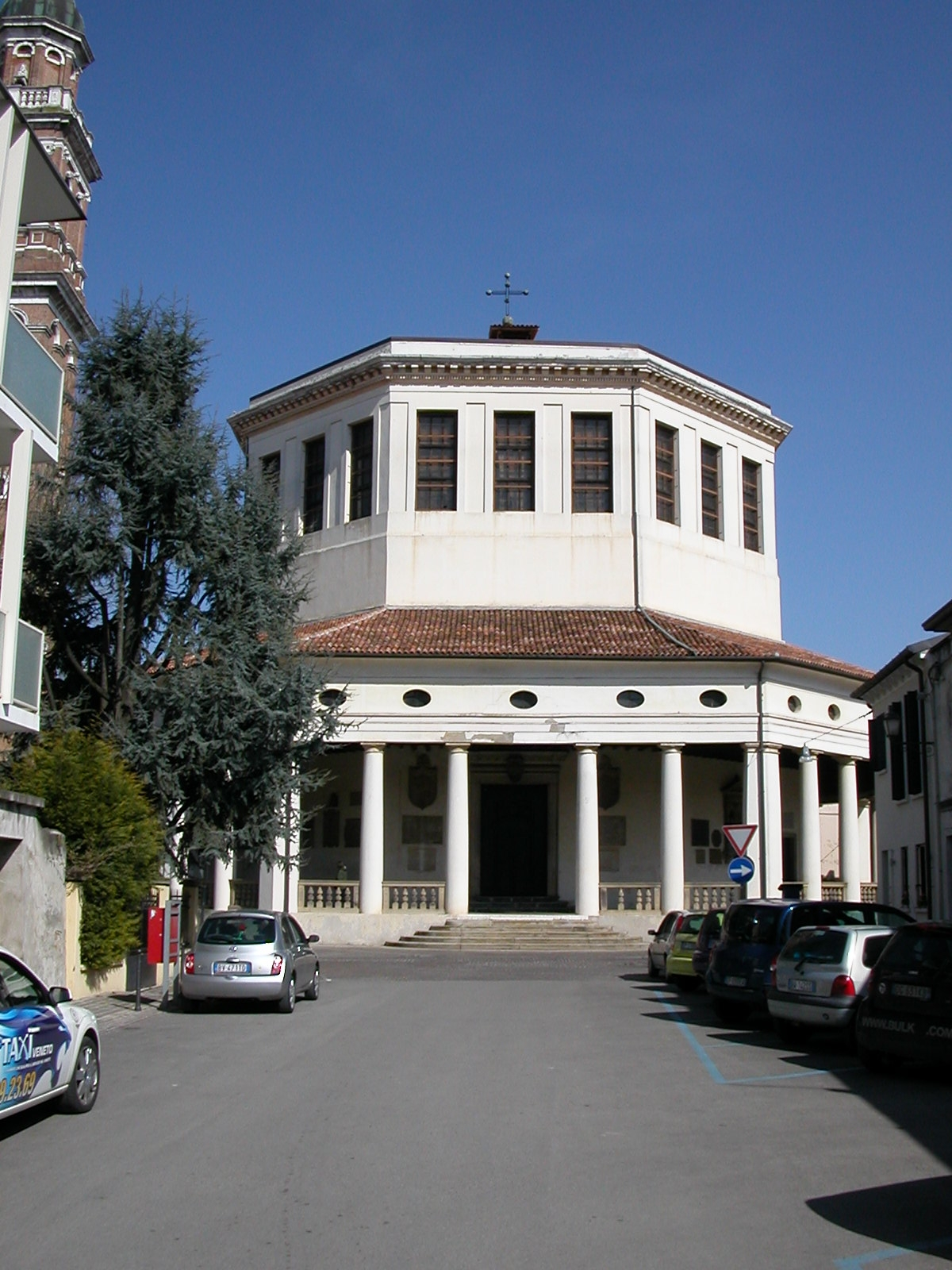
L'originaria entrata principale della chiesa di Santa Maria del Soccorso (detta La Rotonda), a Rovigo. Pur essendo sulla parte sinistra (Ovest) rispetto alla prospiciente Piazza XX Settembre è in realtà l'entrata che si affaccia all'altare maggiore.

### Chiesa
La chiesa della Beata Vergine del Soccorso, conosciuta anche con il nome de "La Rotonda" fu progettata da Francesco Zamberlan il quale seppur non in possesso dell'effettivo titolo di architetto, maturava una discreta esperienza nel settore edile. La chiesa in oggetto pare sia stata realizzata dopo il 1575 ovvero, successivamente la visita di Zamberlan a Brescia col Palladio durante l'epoca del Manierismo. In questo viaggio infatti, Zamberlan sicuramente vide la chiesa della Madonna di Campagna alla periferia di Verona e nella quale la Rotonda ritrova molte somiglianze.
Una della maggiori particolarità del tempio della Beata Vergine del Soccorso è l'architettura ottagonale. Infatti, il corpo della costruzione è composto da due strutture a pianta ottagonale, quella interna dedicata alla chiesa e quella esterna a porticato agibile su sette lati, l'ottavo è occupato dalla sacrestia, e nel quale sono stati murati negli anni, oltre a monumenti celebrativi, elementi architettonici provenienti da strutture ora scomparse, alcuni dai ponti che attraversavano il centrale Adigetto. Si pensa che questa struttura volesse simboleggiare la perfezione di Dio data la riconduzione del numero 8 ad eventi importanti della religione Cristiana: numero che riprende i sei giorni della creazione, più 1 di riposo a cui aggiunge l'ottavo simbolo di Rinascita e della Pasqua durante la quale Cristo è risorto).
La struttura ottagonale interna, dotata di tre finestroni affiancati per ogni lato, si innalza sorreggendo un tetto a spioventi, finito di realizzare nel 1622, che sostituisce l'originaria cupola, demolita nel 1606 a causa di sopravvenuti cedimenti strutturali della stessa.
Dall'esterno si può notare la sobrietà che l'architetto ha voluto appositamente richiamare con elementi semplici come le colonne del porticato lisce e prive della base, le finestrelle ellittiche dell'attico prive di cornici così come i finestroni sopra il portico. Elementi poco marcati per risaltare quella che dovrebbe essere la serenità e semplicità dello spirito umano di chi si accinge ad entrare in un luogo sacro.

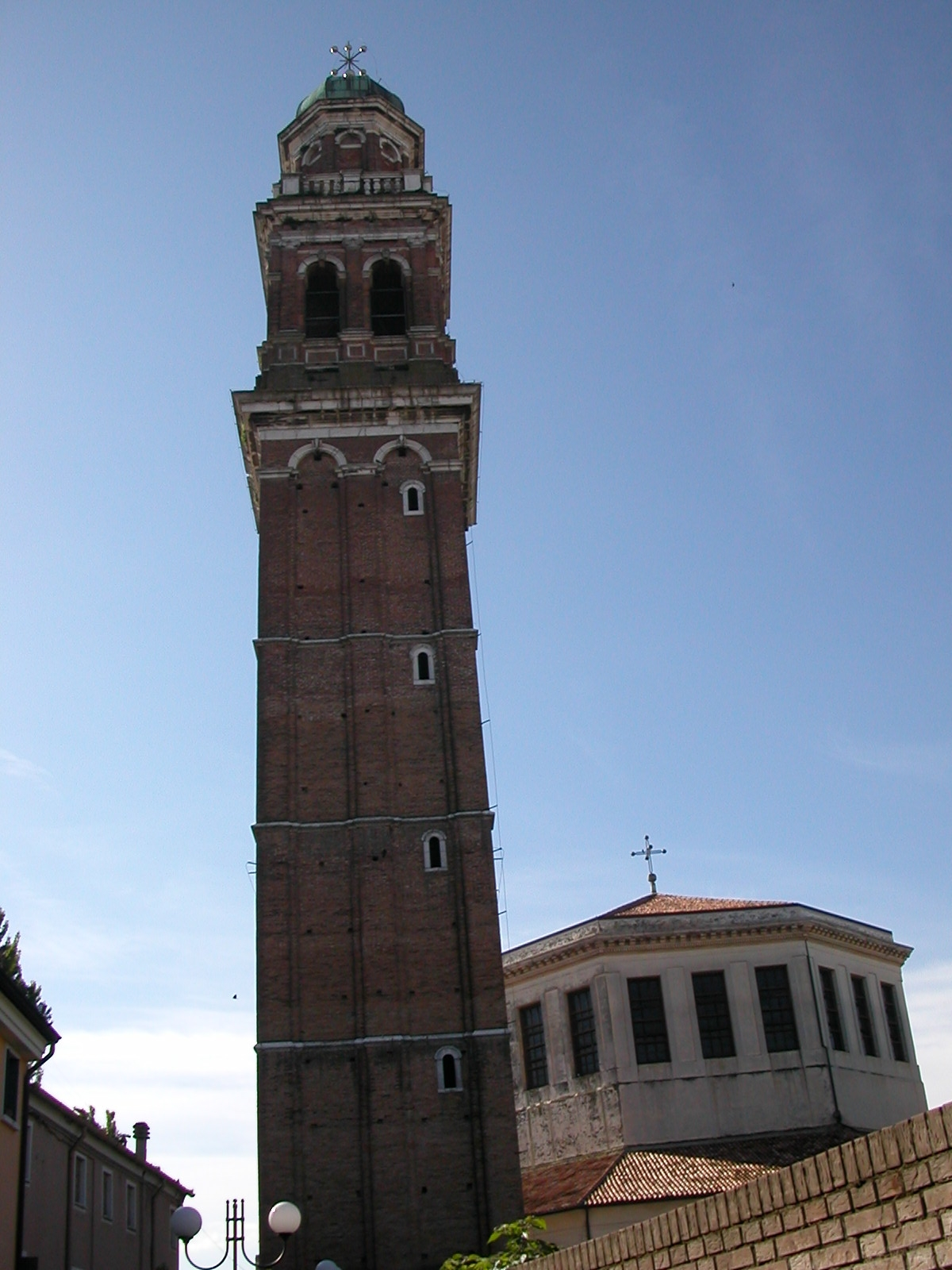
Il campanile del Longhena, vista dal lato Nord (via Mure Soccorso).

### Campanile
Il campanile pare sia stato progettato a Baldassarre Longhena, architetto di notevole fama nel 1600 veneto e di cui Rovigo detiene l'unica struttura da lui progettata che per alcune parti pare richiamare il campanile di San Marco a Venezia. Il campanile, alto 57 metri, è saldamente fissato al terreno di sabbia compatta da una massiccia base a scarpata di 2 metri di altezza . La struttura rossa è poi ben delineata da cornici bianche.
La struttura rodigina presenta poi finestrelle asimmetriche lungo tutta l'ascesa del campanile le quali danno segno di vivacità allo stesso nonché di luminosità. La croce posta alla sommità è alta 4 metri.

### Portico
Il portico presente nel Tempio, all'inizio della sua vita pareva essere dedicato alla commemorazione di persone defunte appartenenti a famiglie nobili rodigine. A partire dall'inizio del 1800 il porticato iniziò ad essere dimora di ogni sorta di oggetto marmoreo di tipo archeologico e commemorativo e da qui la rivisitazione della chiesa come una specie di museo civico rodigino.
Nel 1980 venne inaugurato un vero museo civico conosciuto meglio con il nome Museo dei Grandi Fiumi all'interno dell'ex Monastero degli Olivetani nel quartiere di San Bortolo. In quel luogo vennero poi installati gli oggetti che trovavano sede sotto il portico della Rotonda.
Sulle pareti esterne del porticato sono però rimasti circa un'ottantina di marmi tra i quali si riportano i più importanti per la città rodigina:
- Statua di san Gaetano da Thiene, personaggio vissuto dal 1480 al 1547. Non si sa nulla di questa scultura presente nel porticato della Rotonda. Questa figura è però da ricondursi alla famiglia dei Concordi. Questo perché nel 1697, l'Accademia dei Concordi decise di eleggere il Santo come proprio protettore celebrandone una festa ogni 7 agosto con tanto di cerimonia religiosa, durante la quale un socio dell'Accademia doveva recitare un panegirico in suo onore.
- Memoria di Camillo Silvestri: Membro illustre di un'antica famiglia nobile rodigina. In favore di molti suoi importanti risvolti negli ambiti culturali e pubblici, il Consiglio della città decise di dedicargli questa memoria.
- Epitaffio di Nicolò Roverella: Nel 1472 divenne abate generale dell'Ordine degli Olivetani e si occupò di dare nuova luce a quello che allora era il Monastero di San Bortolo. Il Roverella infatti riuscì ad ottenere il permesso da Papa Eugenio IV di restaurare per la prima volta il monastero. Questa lapide in suo ricordo è datata 1778 e ricorda questo suo grande primato.
- Epitaffio di Girolamo Silvestri. Di quest'uomo è visibile una lapide celebrativa voluta dal fratello Rinaldo Silvestri per omaggiare il grande input che Girolamo diede alla cultura rodigina. Sacerdote e grande acculturato, aprì infatti una ricca biblioteca aperta a tutti coloro che desiderassero consultarla. In particolare fondò e diresse la sezione agraria dell'Accademia dei Concordi.

### Annotazioni
1. ↑  I testi consultati la citano anche come tempio di Santa Maria del Soccorso.
2. ↑  L'oratorio era rivolto verso le mura difensive dell'abitato, per questo era chiamato Santa Maria delle Mura,
3. ↑  Originariamente l'intitolazione era solo a san Francesco alla quale si aggiunse anche santa Giustina dopo l'abbattimento della chiesa a lei dedicata per creare l'attuale piazza Giuseppe Garibaldi.
4. ↑  Nella lingua veneta l'ingegnere capo era denominato "proto".
5. ↑  Il Magistero delle acque era il nome di un organo amministrativo della Repubblica Italiana che si occupava della gestione dei bacini idrici della zona nord-orientale della penisola.
6. ↑  Pare che l'organo della Rotonda sia stato il trentaquattresimo lavoro di G. Callido.
7. ↑  è un soggetto tradizionale dell'arte sacra o iconografia cristiana
8. ↑  Istituiti dalla Repubblica di Venezia nel 1485 con il compito di vigilare sull'igiene pubblica, ed evitare il diffondersi di epidemie nel territorio veneto.
9. ↑  Per la religione cattolica queste sono virtù dell'uomo, essenziali per una vita rivolta al bene.
10. ↑  Queste virtù teologali, per la religione cattolica, sono riferite a Dio; permettono all'uomo di entrare in contatto con la Trinità e sono alla base dell'agire morale.

### Fonti
1. ↑  Neri Pozza Editore 1993, p. 9.
2. ↑  Accademia dei Concordi Editore, p. 8.
3. 1 2  Neri Pozza Editore 1993, p. 10.
4. ↑  Neri Pozza Editore 1993, p. 11.
5. 1 2  Accademia dei Concordi Editore, p. 11.
6. ↑  Accademia dei Concordi Editore, p. 19.
7. ↑  Accademia dei Concordi Editore, p. 42.
8. ↑  Accademia dei Concordi Editore, p. 110.
9. ↑   Francesco Bartoli, Le pitture sculture ed architetture della città di Rovigo con indici ed illustrazioni. Operetta di Francesco Bartoli accademico d'onore clementino, Venezia, Pietro Savioni, 1793,  pp. 97-98.
10. ↑  Gregorian & Biblical Press, p. 9.
11. ↑  Edizioni Studium, p. 128.
12. ↑  Accademia dei Concordi Editore, p. 31.
13. ↑  Accademia dei Concordi Editore, p. 117.